# Lijst van burgemeesters van Haskerland
Dit is een lijst van burgemeesters van de voormalige Nederlandse gemeente Haskerland tot die gemeente in 1984 opging in de nieuwe gemeente Scharsterland.
| Ambtsperiode           | Naam burgemeester                                       | Partij of stroming | Bijzonderheden |
| ---------------------- | ------------------------------------------------------- | ------------------ | --- |
| 1851 - 1857            | mr. G.W.C.D. baron thoe Schwartzenberg en Hohenlansberg |                    | |
| 1857 - 1871            | M.L. van de Woestijne Voerman                           |                    | |
| 1871 - 04 januari 1892 | Inne Jans Rinkes (1818-1892)                            |                    | |
| 1892 - 1906            | jhr. A.J. Vegelin van Claerbergen                       |                    | |
| 1906 - 1910            | W. Hoekstra                                             |                    | |
| 1910 - 1940            | jhr. P.B.J. Vegelin van Claerbergen                     |                    | |
| 1940 - 1941            | Barend (B.) Hopperus Buma                               | CHU                | |
| 1942 - 1949            | Pieter Willem (P.W.) ter Haar                           | CHU                | in 1945 werd P. Kuindersma waarnemend burgemeester van Haskerland, vanaf 1946 was Ter Haar daar waarnemend burgemeester en in 1947 werd hij met terugwerkende kracht vanaf 1942 burgemeester van Haskerland |
| 1950 - 1972            | Wytse (W.) Hoekstra                                     | VVD                | |
| 1972 - 1979            | Philip (Ph.J.I.M.) Houben                               | KVP                | |
| 1979 - 1984            | Michel (H.J.H.M.) Marijnen                              | CDA                | aansluitend burgemeester van Scharsterland |